# André Soury
Pour les articles homonymes, voir Soury.
André Soury est un homme politique français né le 14 avril 1924 à Verneuil (Charente) et mort le 23 mai 2012 à Roumazières-Loubert, dans le même département. Membre du PCF, il est député de la Charente au cours de trois législatures.

## Biographie
Agriculteur de profession, il milite dès la Libération aux Jeunesses communistes tout en travaillant dans l’exploitation familiale de Verneuil. Il s’implique dans les mouvements syndicaux agricoles et connaît une rapide ascension dans les instances du Parti communiste. Devenu secrétaire fédéral en 1950, il abandonne alors le travail aux champs pour se consacrer à la vie politique. Présent en troisième position sur la liste communiste lors des élections législatives de 1951, il n’est pas élu. Lors des élections législatives de 1956, il se retrouve en deuxième place derrière Jean Pronteau et, grâce au bon score réalisé par la liste, il est élu député.
Sous la Ve République, il ne réussit pas à s’imposer dans la troisième circonscription de la Charente lors des élections de 1958, 1962, 1967, 1968 et 1973, au cours desquelles le candidat de droite l’emporte à chaque fois. Il retrouve un mandat parlementaire en 1978 et conserve son siège jusqu’en 1986. Il est à ce jour le dernier député communiste de la Charente.
Il est élu conseiller général du canton de Chabanais en 1976 et maire de Pressignac en 1977, après avoir siégé au conseil municipal depuis 1959. Il est également membre du conseil régional de Poitou-Charentes. Au début des années 2000, il défend une union entre les réformateurs communistes et des figures telles Max Gallo et Gisèle Halimi.
Il abandonne ses mandats locaux à la fin des années 1990 et se consacre à l'écriture d'ouvrages sur la Charente limousine ou sur le monde paysan.

## Mandats électifs
Député
- 2 janvier 1956 - 8 décembre 1958 : député de la Charente
- 3 avril 1978 - 22 mai 1981 : député de la troisième circonscription de la Charente
- 2 juillet 1981 - 2 avril 1986 : député de la troisième circonscription de la Charente

Conseiller régional
- ? - ? : membre du conseil régional de Poitou-Charentes

Conseiller général
- 14 mars 1976 - 2001 : membre du conseil général de la Charente (élu dans le canton de Chabanais)

Conseiller municipal / maire
- 15 mars 1959 - 21 mars 1965 : conseiller municipal de Pressignac
- 21 mars 1965 - 21 mars 1971 : conseiller municipal de Pressignac
- 21 mars 1971 - 20 mars 1977 : conseiller municipal de Pressignac
- 20 mars 1977 - 13 mars 1983 : maire de Pressignac
- 13 mars 1983 - 19 mars 1989 : maire de Pressignac
- 19 mars 1989 - 18 juin 1995 : maire de Pressignac